# Catherine Jessus
Catherine Jessus est une biologiste française. Directrice de recherche au CNRS, elle est directrice de l'institut des sciences biologiques du CNRS entre 2013 et 2019.

## Biographie
Catherine Jessus étudie à l'École normale supérieure de jeunes filles dans la promotion 1978, puis obtient l'agrégation de sciences naturelles[Quand ?] et le doctorat en biologie (1983).
Elle travaille sur la division cellulaire et la formation des gamètes. Membre du Comité national de la recherche scientifique de 2004 à 2008, elle dirige le Laboratoire de biologie du développement à partir de 2004. Entre 2012 et 2014, elle supervise la réorganisation de la recherche en biologie du campus de Jussieu en créant l'Institut de biologie Paris-Seine.
Catherine Jessus est directrice de l'institut des sciences biologiques de mai 2013 jusqu'à février 2019,.
En 2017, elle coordonne l'écriture de l'ouvrage Étonnant vivant : découvertes et promesses du XXIe siècle aux éditions du CNRS.

## Affaire de méconduite scientifique
À partir de septembre 2017, des signalements anonymes sur le site PubPeer suggèrent qu'elle ait pu manipuler des données scientifiques. Le biologiste allemand Leonid Schneider décrit l'affaire sur son blog For Better Science,. Une commission d’enquête du CNRS, dont la composition n'a pas été officiellement dévoilée, innocente Catherine Jessus début 2018,,. Néanmoins, l'opacité de la procédure et les conclusions du rapport sont critiquées par un groupe de chercheurs anonymes sur le site Sauvons l'Université,, information reprise par David Larousserie dans Le Monde et Tristan Vey dans Le Figaro, qui note que « pour des faits similaires, dans le même domaine de recherche, l'ex-présidente par intérim du CNRS Anne Peyroche a fait l'objet d'une procédure de mise à pied par le CEA,. » Le président du CNRS Antoine Petit et le président de Sorbonne Université Jean Chambaz réfutent les accusations. David Larousserie publie sur son blog quelques réactions de chercheurs à la publication de son article. En réponse, des centaines de chercheurs, parmi lesquels Geneviève Almouzni, Jean-Paul Behr, Daniel Choquet, Barbara Demeneix, Alain Fischer, Marc Fontecave, Alain Fuchs, Éric Karsenti, Pierre Joliot, Cécile Michel, Dino Moras, Catherine Picart, Angela Sirigu et Antoine Triller, prennent la défense de Catherine Jessus dans une lettre ouverte où ils évoquent une « chasse aux sorcières » et dénoncent l'anonymat des chercheurs du contre-rapport publié sur Sauvons l'Université. L'association des journalistes scientifiques de la presse d'information estime que les attaques portées dans cette lettre ouverte contre le journaliste du Monde ébranlent la confiance dans la science et alimentent le soupçon d’entre-soi. Dans un message adressé à la communauté scientifique, le biologiste Patrick Lemaire s’inquiète également : « Outre le fait que le ton de ce texte me semble particulièrement inapproprié (et sans nul doute moins nuancé que celui de D. Larousserie qu’il attaque frontalement), et que cibler un journaliste qui fait partie de ceux qui traitent la science avec le plus de soin est particulièrement déplacé, le contenu de ce texte est de nature à faire beaucoup plus de mal que de bien (...) »,. Hervé Morin, dans Le Monde, résume la controverse et élargit le débat en évoquant la « crise profonde » que traverse la recherche biomédicale. Dans un éditorial, le journal note que « les arguments retenus contre Olivier Voinnet – sa responsabilité de chef de groupe, l’atteinte à l’image de l’organisme – [ont été] oubliés dans le cas de Catherine Jessus »; le fait que le rapport d'enquête sur Olivier Voinnet est confidentiel, alors que celui sur Catherine Jessus a été rendu public illustre aussi, selon Le Monde, l'absence de rigueur du CNRS en la matière,. À la suite des derniers développements de l'affaire Peyroche, Sylvestre Huet, membre du Conseil de l’intégrité scientifique, écrit en novembre 2018, dans une lettre ouverte à la ministre Frédérique Vidal, que « [les affaires] dites de Catherine Jessus (...) et d’Olivier Voinnet (...) ne [lui] semblent pas avoir été traitées comme elles devaient l’être ».

## Publications
- Catherine Jessus, Étonnant vivant : découvertes et promesses du XXIe siècle, Paris, CNRS éditions, 2017, 327 p. (ISBN 978-2-271-09403-2 et 2271094038, OCLC 984745945, lire en ligne)

## Distinction
- Chevalière de la Légion d'honneur (2016)[29]